# Ráduly Mihály
Ráduly Mihály (Budapest, 1944. január 25. –) magyar szaxofonos.

## Élete
Zenészcsalád leszármazottja, nagyapja és apja is cigányzenész volt. Először hegedülni tanult, később szaxofonra tért át; példaképének John Coltrane-t tekintette. Több együttesben is fellépett, a Dália Klub jam sessionjein is részt vett. 1962-ben a Mediterrán együttes tagja volt, melyben a Szörényi testvérekkel és Bajtala Jánossal is zenélt, az 1962-es Ki mit tud?-on is feltűntek. Miután teljesítette sorkatonai szolgálatát, vendéglátóipari zenészként dolgozott, aztán belépett a Junior Sextettbe. A Scampolo zenekarban is megfordult, 1968-tól a Pege Aladár Quartetnek lett tagja, mellyel itthoni és külföldi fesztiválokon is nagy sikert arattak. A Rákfogó és a Szabados zenekarokban volt vendégzenész. A Syriushoz 1970 elején csatlakozott a Halló Bárban.
A Pege Quartettel 1970-ben elnyerte a legjobb szólistának járó díjat a Montreaux-i Jazzfesztiválon, ezzel együtt a bostoni Berkeley School of Music ösztöndíját is megkapta. Tanulmányait azonban csupán 1973 szeptemberében kezdte meg a Syrius-szal elért nemzetközi sikerek miatt. Elhatározta, hogy kinn marad az Amerikai Egyesült Államokban, New Yorkot választotta letelepedési helyként, ahol egyúttal felszolgáló volt a Maxwell's Plumban, azután a Russian Tea Roomban.  
Bright Sun c. lemeze 1977-ben jelent meg a Püski család tulajdonában lévő Magyar Recordsnál. Az 1980-as évek elején fejezte be az aktív zenélést, miután több zenekarral (köztük az ígéretesnek tűnő Speed Limittel) is sikertelen próbálkozásokat élt meg. 
Nem jött vissza Magyarországra, egyetemi hallgató lett, zeneelméleti és zenekritikai előadásokra járt. Zenei gyűjteményt hozott létre, mely lemezekből, szakkönyvekből és videókból áll. A zenélést fokozatosan abbahagyta és pincérként dolgozott egészen hazaköltözéséig.
Magyarországon utoljára 2001-ben lépett fel: Zsámbékon szólóban, majd a Margit-szigeten a Syrius zenekarral. Ugyanebben az évben jelent meg Napkelte alkonyatkor című szólólemeze a Fon-trade-nél, melyen hét 1972-73-as rádiófelvétel is szerepel. 2007 nyarán véglegesen hazaköltözött, nyugdíjasként tölti mindennapjait. 2009-ben megjelentette a Syrius korabeli koncertfelvételeit.

## Lemezei
- Bright Sun (Magyar Records, 1977)
- Napkelte alkonyatkor (Fon-trade, 2001)

## Díjai, elismerései
- Párhuzamos Kultúráért díj (2015)[2]
- Magyar Arany Érdemkereszt (2022)[3]